# Přadeno

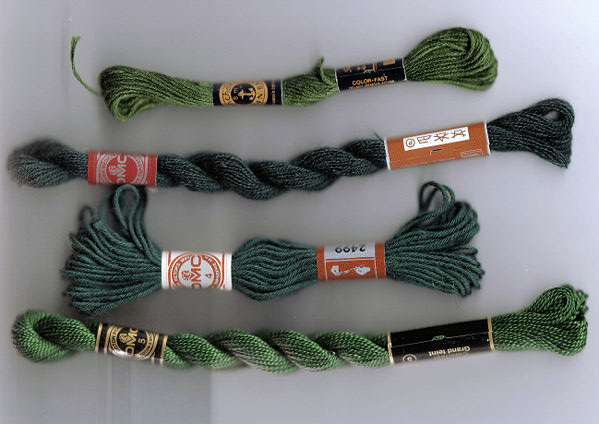
Přadena výšivkové příze

Přadeno je způsob návinu příze, který se vytvoří namotáním na viják motacího stroje.
Na stroji se obvykle navíjí 40 pásem příze vedle sebe, po dosažení určité délky se stáhne například 10 (u hrubších přízí 5) pásem společně z vijáku a svazek pásem vytvoří přadeno. Snímek vlevo ukazuje přadena menších velikostí (příze na vyšívání).
Délka příze v jednom přadenu byla dříve přesně definována (např. pro bavlnu 770 m, len 270 m atd.) a označení přadeno (angl.: hank, něm.: Strehn) se používalo v textilním průmyslu (na anglických přádelnických strojích asi až do poloviny 20. století) jako měrná jednotka produkce.
V současné době se zpracovává příze ve formě přaden
• pro textilie, u kterých je nutné velmi intenzivní mercerování, bělení nebo barvení
• pro příze k prodeji na ruční práce (zejména vyšívání).

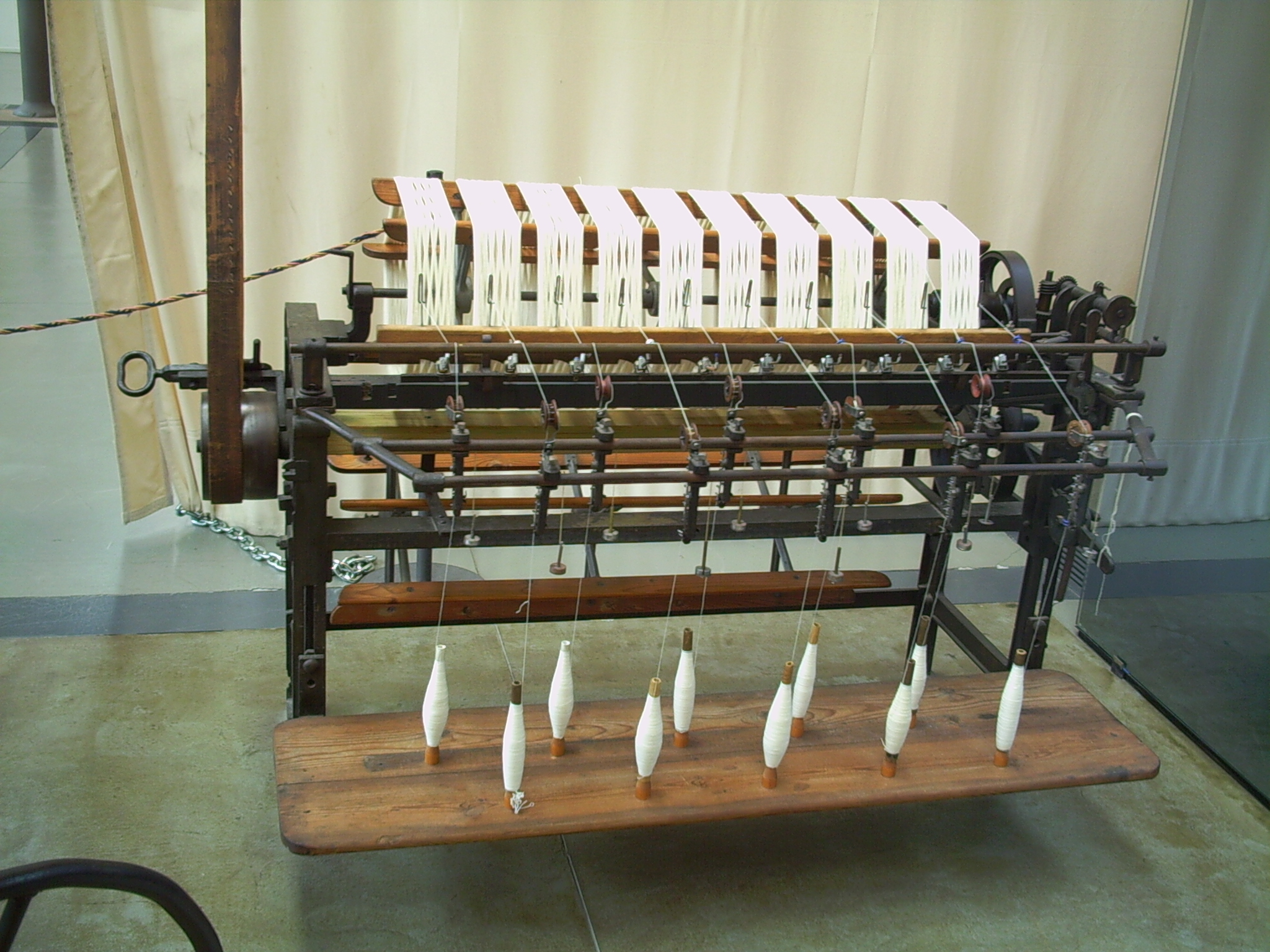
Motací stroj z první poloviny 20. století